# Middelfart (commune)
Pour la ville qui a donné son nom à la commune, voir Middelfart.
Middelfart est une commune du Danemark de la région du Danemark du Sud.

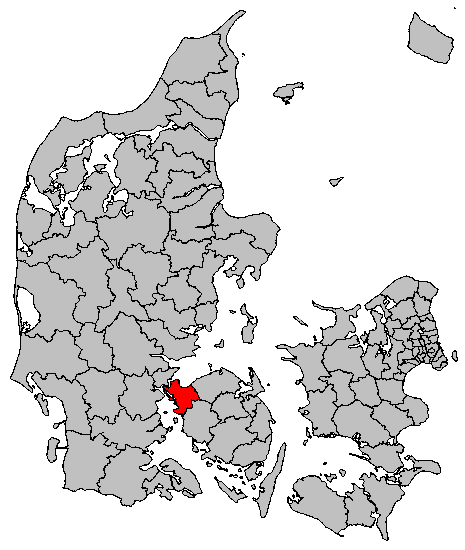
Situation de la commune dans le Danemark

La commune comptait 38 553 habitants en 2019, pour une superficie de 299,93 km2. Elle est le résultat du rassemblement des trois anciennes communes d’Ejby, Middelfart et Nørre Aaby.

## Jumelage
- Barmstedt (Allemagne) depuis avril 1989[2]

## Personnalités liées à la ville
- La botaniste Sabine Helms y est née le 18 juin 1866
- La soprano Else Schøtt y est née le 24 mars 1895.